# گوآکاموله تازه
گوآکاموله تازه (انگلیسی: Fresh Guacamole) یک فیلم کوتاه پویانمایی به کارگردانی آدام پساپین است که در سال ۲۰۱۲ منتشر شد. این فیلم در هشتاد و پنجمین دوره جوایز اسکار برای جایزه بهترین فیلم کوتاه نامزد شد اما در نهایت از مرد کاغذی شکست خورد. گوآکاموله تازه با مدت زمان ۱ دقیقه و ۴۰ ثانیه، کوتاه‌ترین فیلم نامزد جایزه اسکار در تمام ادوار است.